# Јован Анђел Дука
Јован Дука (Greek: Ἰωάννης Δούκας, Iōannēs Doúkas), био је син епирског деспота Михаила II Комнена Дуке и генерал у византијској служби. 
Јован је био другорођени син епирског деспота Михаила II Комнина Дуке и деспине Теодоре Петралифене. Мајка га је 1261. године, довела као таоца на византијски двор у Цариград, где се оженио Торникином Комнином (непознатог имена), другорођеном ћерком севастократора Константина Торника. Пар је имао најмање једну ћерку, Хелену, али брак је био несрећан, а Јован је очигледно презирао своју жену. Као резултат тога, био је затворен и ослепљен 1280. године, а убрзо након тога извршио је самоубиство.